# Фредерік Дюбуа де Монпере
Фредерік Дюбуа де Монпере (Dubois de Montperreux; 1798—1850) — французький археолог, етнограф, натураліст. Професор в академії м. Невшатель (Швейцарія). Водночас провадив багаторічні дослідження в Україні та на Півдні Росії. 6-й т. його праці "Подорож навколо Кавказу, у черкесів і абхазців, в Колхіді, в Грузії і в Криму" (Париж, 1843) є комплексним джерелом для вивчення античної й середньовічної історії та культури Кримського півострова, його старожитностей. Як природознавець Д. де М. відзначився книгою з геології Волині та Поділля, що вийшла 1831 у Берліні.